# Henri Jeanson
Henri Jeanson (* 6. März 1900 in Paris, 5. Arrondissement; † 7. November 1970 in Équemauville, Département Calvados) war ein  französischer Drehbuchautor.

## Leben
Jeanson war der Sohn des Lehrers Henri Jules Louis Jeanson und dessen Ehefrau. Er besuchte ab 1906 eine städtische Schule. Da sein Vater 1910 starb, musste seine Mutter als Angestellte die Familie allein ernähren. Mit einem Stipendium wurde es Jeanson später ermöglicht, das Lycée Henri IV zu besuchen.
1917 machte Jeanson die Bekanntschaft von Victor Giffuelhes (1874–1922), der ihn für die Gewerkschaft begeistern konnte. Noch im selben Jahr begann Jeanson als Journalist für die Zeitschrift „La Bataille“ der Confédération générale du travail zu arbeiten. Ungefähr zur gleichen Zeit begann er auch für Zeitschriften wie „Homme du Jour“, „Journal du peuple“ und „Le Canard enchaîné“ zu schreiben. Durch seine Arbeit lernte er auch mehrere Schriftsteller kennen und war z. B. mit Marcel Achard und Antoine de Saint-Exupéry befreundet.
Die Tageszeitung „Paris-Soir“ sandte Jeanson im November 1923 nach Italien. In Mailand machte er Bekanntschaft mit den Schwarzhemden; in Rom interviewte er Kurt Lüdecke und lernte Leo Negrelli kennen.
Henri Jeansons Stärke waren vor allem pointierte Dialoge, insbesondere im französischen Vorkriegsfilm. Nach einer Tätigkeit als Radio- und Filmkritiker sowie Journalist wurde Jeanson vom französischen Paramount-Studio als Dialogautor unter Vertrag genommen. Die Mitarbeit an Pépé le Moko unter der Regie von Julien Duvivier markierte den Anfang einer erfolgreichen Karriere als Drehbuchautor, häufig in Zusammenarbeit mit anderen Autoren, wobei Jeanson in erster Linie für die Dialoge verantwortlich zeichnete. Während der Zeit der Besetzung durch die deutsche Wehrmacht tauchte Jeanson zeitweise unter, verfasste dabei aber auch weiter Drehbücher.

## Filmografie (Auswahl)
als Drehbuchautor, wenn nicht anders angegeben
- 1936: Weiße Fracht für Rio (Cargaison blanche)
- 1936: Pépé le Moko – Im Dunkel von Algier (Pépé le Moko)
- 1937: Spiel der Erinnerung (Un carnet de bal)
- 1938: Hôtel du Nord
- 1938: Le drame de Shanghaï
- 1938: Theaterliebe (Entrée des artistes)
- 1942: Carmen
- 1943: Die ehrbare Catherine (L’honorable Catherine)
- 1946: Schatten der Vergangenheit (Un revenant)
- 1947: La Vie en Rose (Turlots Tagebuch) (La vie en rose)
- 1947: Das Boot der Verdammten (Les maudits)
- 1948: Treffpunkt Rio (Aux yeux du souvenir)
- 1949: Lady Paname  – auch Regie
- 1950: Klagt mich an! (Meurtres)
- 1950: Rauschgift Curare (Identité judicaire)
- 1951: Blaubart (Barbe bleu)
- 1951: Hafengasse 5 (Le garçon sauvage)
- 1952: Fanfan, der Husar (Fanfan la Tulipe)
- 1952: Auf den Straßen von Paris (La fête à Henriette)
- 1952: Geständnis einer Nacht (La minute de vérité)
- 1954: Madame Dubarry (Madame Du Barry)
- 1954: Liebe, Frauen und Soldaten (Destinées)
- 1955: Nana
- 1957: Immer wenn das Licht ausgeht (Pot-Bouille)
- 1957: Montparnasse 19
- 1958: Die Affären von Madame M. (Maxime)
- 1958: Die Schenke der Verlockung (Guinguette)
- 1958: Marie-Octobre
- 1959: Ich und die Kuh (La vache et le prisonnier)
- 1960: Affäre einer Nacht (L’affaire d’une nuit)
- 1961: Die drei Wahrheiten (Le puits aux trois vérités)
- 1961: Es muß nicht immer Kaviar sein
- 1961: Diesmal muß es Kaviar sein
- 1961: Madame Sans Gêne
- 1961: Verbrechen aus Liebe (Le crime ne paie pas)
- 1962: Der Teufel und die Zehn Gebote (Le diable et les dix commandements)
- 1963: Die schwarze Tulpe (La tulipe noire)
- 1963: Des Teufels schwache Seite (Les bonnes causes)
- 1964: Sie werden lästig, mein Herr (Le majordome)
- 1965: Paris im Monat August (Paris au mois d’Août)

Literarische Vorlage
- 1962: Zusammen in Paris (Paris when it sizzles)